# Platinum Games
Platinum Games és una empresa desenvolupadora de videojocs japonesa. Fundada en febrer de 2006 per Atsushi Inaba (creador de Viewtiful Joe) i Hideki Kamiya (creador de Devil May Cry), sota el nom de SEEDS Inc., després de la dissolució de Clover Studios. L'empresa manté gran part del planter de Clover Studios, com Shinji Mikami, creador de Resident Evil. En Octubre 2007 la companyia canvià al nom actual.
En maig del 2008, l'empresa va tancar un tracte amb SEGA, en el qual SEGA es comprometia a publicar quatre jocs d'aquesta. Els jocs en qüestió són Bayonetta, Infinite Space (Star Chasers en el mercat europeu), MadWorld i Vanquish.

## Jocs desenvolupats
- MadWorld (2009) (Wii)
- Infinite Space (2010) (NDS)
- Bayonetta (2009) (PS3, Xbox 360)
- Vanquish (2010) (PS3, Xbox 360), dirigit per Shinji Mikami
- Anarchy Reigns (2012) (PS3, Xbox 360)
- Metal Gear Rising: Revengeance (2013) (PS3, Xbox 360, Microsoft Windows)
- The Wonderful 101 (2013) (Wii U)
- Bayonetta 2 (2014) (Wii U)
- Star Fox Zero (2015) (Wii U) (amb Nintendo EAD)